# Crossandra stenostachya
Crossandra stenostachya är en akantusväxtart som först beskrevs av Gustav Lindau, och fick sitt nu gällande namn av C. B. Cl.. Crossandra stenostachya ingår i släktet Crossandra och familjen akantusväxter. Inga underarter finns listade i Catalogue of Life.